# Ravna Gora (Sèrbia)
Ravna Gora (en serbi: Равна Гора) és una muntanya de l'oest de Sèrbia. De 950m. d'altitud, forma part del grup de muntanyes de Podrinje-Valjevo, a la perifèria oriental dels Alps Dinàrics. Es troba al sud-est de la ciutat de Valjevo, i al nord-oest de la ciutat de Gornji Milanovac. Històricanet, Ravna Gora es coneix com el bressol de la guerrilla txètnik de Draža Mihailović, creada el 1941.